# Kalbert Erzsébet
Kalbert Erzsébet (Budapest, 1959. május 1.) operatőr.

## Életpályája
Szülei: Kalbert Gyula és Ócsai Erzsébet. Alapfokú tanulmányait 1965–73 között a lőrinci Bajcsy Zsilinszky Általános Iskolában végezte, majd a Műszeripari Szakközépiskolában tanult tovább, ahol 1977-ben végzett. Ettől az évtől kezdve a Magyar Televízió segédoperatőre, 1985-től operatőre volt. 1977–82 között a Marx Károly Közgazdaságtudományi Egyetem esti tanfolyamain több szakot is kijárt (pénzügy, művészettörténet-esztétika, filmesztétika). 1990–93 között a Színház- és Filmművészeti Főiskola operatőr-szakos hallgatója volt. 1997 óta szabadúszó operatőr.

## Magánélete
1994-ben házasságot kötött Komlós András rendezővel. 2007. december 27-én megszületett lányuk, Komlós Anna Krisztina.

## Filmjei
- Leányvásár (1982)
- Nyúl a cilinderben (1983)
- Három kövér (1983)
- Buborékok (1983)
- Tizenötezer pengő jutalom (1985)
- A hét varázsdoboz (1985)
- Lordok háza (1985)
- Zenés TV Színház (1987-1988)
- Miniszter (1988)
- Ragaszkodom a szerelemhez (1988)
- Kölcsey (1989)
- Szakíts helyettem (1991)
- Az apostol (1991)
- Farkas Ferenc zeneszerző (1994)
- Dr. Palló Imre operaénekes (1995)
- A vágy mosópora (1996)
- Rost Andrea énekel (1997)
- Mindörökké Bach (2000)
- Portrék a jövőből (2003)
- Jajgatán (2008)
- IQ Casino
- Égből pottyant mesék
- Vízöntő magazin
- Lyukasóra
- A Hét
- Nyitott száj
- Rómeó és Júlia Magyarországon
- Magdát látni…
- Erdélyi betlehemes
- Főtér